# Ramberto Novello Malatesta
Pour les articles homonymes, voir Malatesta.
Ramberto II Malatesta Novello, aussi appelé Bonnatesta Ramberto ou le Philosophe (né en 1475 et mort en 1532) était un condottiere italien, fils de Carlo III Malatesta.

## Biographie
Fils illégitime de Carlo, le pape Sixte V lui permit d'être légitimé en 1485 et le nomma comte de Montecodruzzo. Sa formation à Florence, entre autres par Marsile Ficin, était littéraire et pédagogique avec d'illustres compagnons comme Laurent de Médicis. 
Ils se retrouvèrent tous deux avec Venise en 1498 pour la reconquête de leurs États. La paix lui permit de contrôler la vallée de Lamone, Sant, Verucchio et Faenza en 1503.
Il fut un stipendié de François Marie Ier della Rovere jusqu'à sa mort.

## Source de traduction
- (it) Cet article est partiellement ou en totalité issu de l’article de Wikipédia en italien intitulé « Ramberto Novello Malatesta » (voir la liste des auteurs).